# Dumăcești
Dumăcești – wieś w Rumunii, w okręgu Alba, w gminie Avram Iancu. W 2011 roku liczyła 42 mieszkańców.